# Stephen Mozia
Stephen Mozia (16 agosto 1993) è un pesista nigeriano.

## Palmarès
| Anno | Manifestazione          | Sede           | Classifica       | Evento  | Risultato | Note |
| ---- | ----------------------- | -------------- | ---------------- | ------- | --------- | ---- |
| 2012 | Mondiali juniores       | Barcellona     | Getto del peso   | 10º     | 19,45 m   |      |
| 2014 | Mondiali indoor         | Sopot          | Getto del peso   | 17º (q) | 18,91 m   |      |
| 2014 | Giochi del Commonwealth | Glasgow        | Getto del peso   | 14º (q) | 17,76 m   |      |
| 2014 | Campionati africani     | Marrakech      | Getto del peso   | 4º      | 17,65 m   |      |
| 2014 | Campionati africani     | Marrakech      | Lancio del disco | Bronzo  | 57,11 m   |      |
| 2016 | Mondiali indoor         | Portland       | Getto del peso   | 12º     | 19,84 m   |      |
| 2016 | Campionati africani     | Durban         | Getto del peso   | Bronzo  | 19,84 m   |      |
| 2016 | Campionati africani     | Durban         | Lancio del disco | Argento | 59,16 m   |      |
| 2016 | Olimpiadi               | Rio de Janeiro | Getto del peso   | 28º (q) | 18,98 m   |      |
| 2018 | Commonwealth            | Gold Coast     | Lancio del disco | 7º      | 59,58 m   |      |